# Arutz Sheva

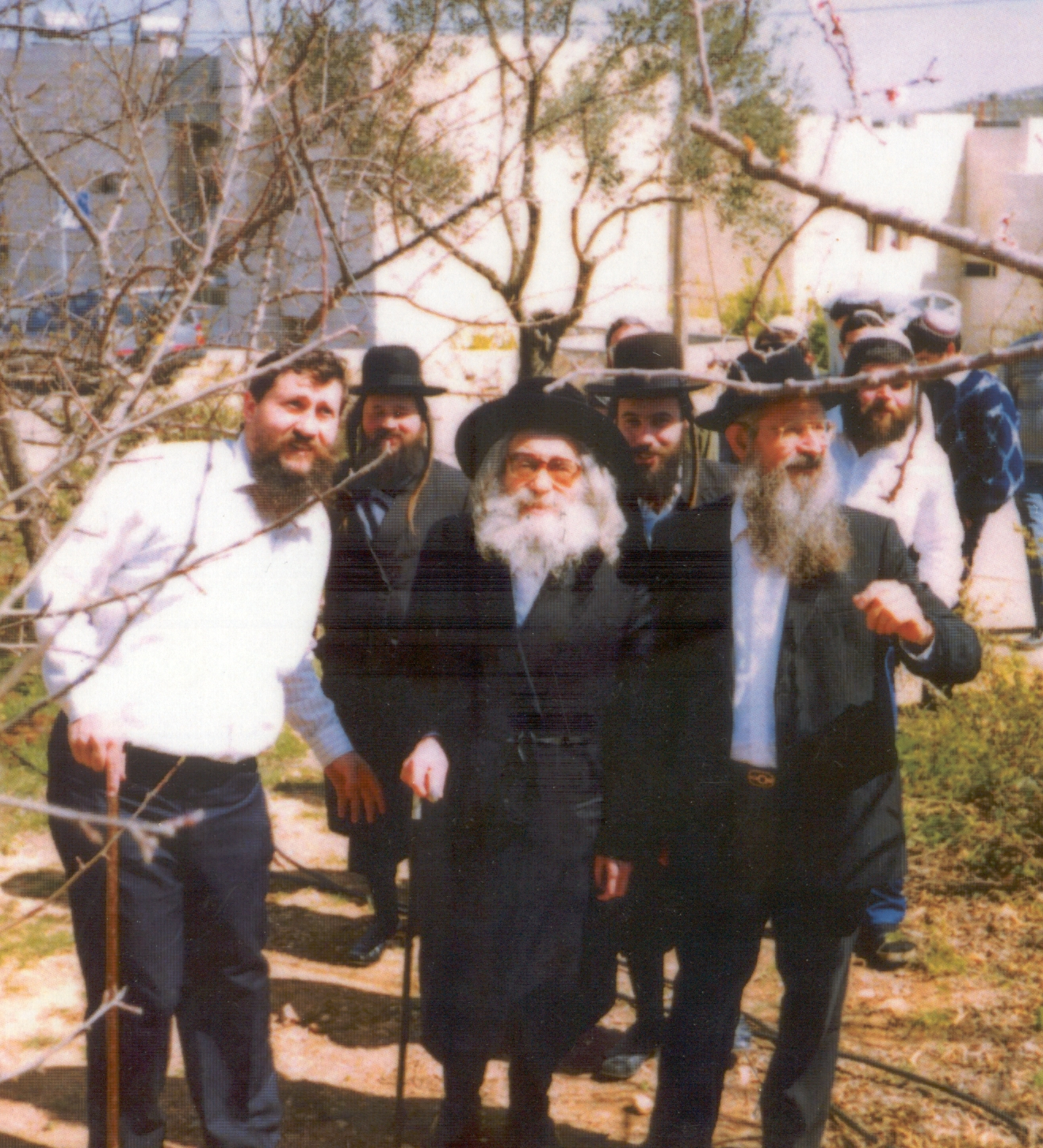
El president d'Arutz Sheva, Ya'akov Katz (a l'esquerra) i el fundador Zalman Baruch Melamed (a la dreta) durant una visita del Rebe Pinchas Menachem Alter (centre) a Beit El el 1990

Arutz Sheva (hebreu: ערוץ 7‎ 'Canal 7'), també coneguda en anglès com Israel National News, és una xarxa de mitjans de comunicació israeliana que s'identifica amb el sionisme religiós. Ofereix articles de notícies en línia en hebreu, anglès i rus, així com ràdio en directe, vídeos i podcasts gratuïts. També publica un diari setmanal, B'Sheva, que és el tercer en difusió al país durant els caps de setmana.

## Història
A la dècada de 1970 es va posar en marxa una estació de ràdio d'alta mar Voice of Peace, que emetia missatges pacifistes. En resposta, el rabí Zalman Baruch Melamed va llançar l'estació de ràdio Arutz Sheva el 1988, dirigida als israelians contraris a les negociacions amb l'Organització per a l'Alliberament de Palestina. Amb seu a Beit El, l'emissora va començar a emetre des del vaixell MV Eretz HaTzvi a la mar Mediterrània. Fou una de les primeres emissores de ràdio per Internet i es va utilitzar com a provador beta per a RealPlayer. De 1996 a 2002, Arutz Sheva va emetre també en rus. El 2003, Arutz Sheva va cessar les seves operacions de ràdio després que els intents de legalitzar-la no van reeixir.
El 2020, Reuters va informar que Arutz Sheva juntament amb Algemeiner, The Times of Israel i The Jerusalem Post havien publicat articles d'opinions escrits amb una identitat falsa. El suposat autor, Oliver Taylor, era una "ficció elaborada".

## Conflicte legal
El febrer de 1999, la Kenésset va aprovar una llei que atorgava una llicència a Arutz Sheva i l'absolvia de les emissions il·legals anteriors, però aquesta decisió va ser apel·lada al Tribunal Suprem d'Israel, que va declarar la llei nul·la i sense efecte el març de 2002. L'octubre de 2003, deu empleats d'Arutz Sheva van ser condemnats per operar una emissora de ràdio il·legal durant el període 1995–98, tant des de l'interior de les aigües territorials israelianes com de Beit El estant. Els acusats van ser multats i condemnats a 3-6 mesos de treball comunitari. La fiscalia va apel·lar, mirant d'obtenir condemnes més greus, però el tribunal d'apel·lació va criticar durament la gestió que havien fet del cas i va dir a la fiscalia que abandonés l'apel·lació o s'enfrontés a una investigació sobre la seva conducta durant tot el judici. El director de l'emissora, Ya'akov "Katzele" Katz, també va ser condemnat per dos delictes de perjuri per haver mentit sobre la ubicació de les emissions. El 2006, Katz va ser indultat pel president Moshe Katsav.

## Departaments

### Internet
Arutz Sheva gestiona el seu lloc web d'ençà de 1995. L'editor en cap és Uzi Baruch, que va succeir Baruch Gordon i Hillel Fendel. Avui, s'ofereixen tres versions de la pàgina web: hebreu, anglès i rus. Inclou articles de notícies, notícies breus, vídeos, articles d'opinions, una secció de judaisme, enquestes d'opinió i caricatures. Arutz Sheva ofereix vídeos en línia en hebreu i anglès amb el presentador i productor Yoni Kempinski, el periodista de la Knesset Hezki Ezra, el corresponsal a l'estranger Eliran Aharon i altres. El jukebox d'Arutz Sheva ofereix una selecció de música jueva que inclou cançons israelianes, jasídiques i mizrahi, així com música per a festes jueves i esdeveniments especials.

### Ràdio

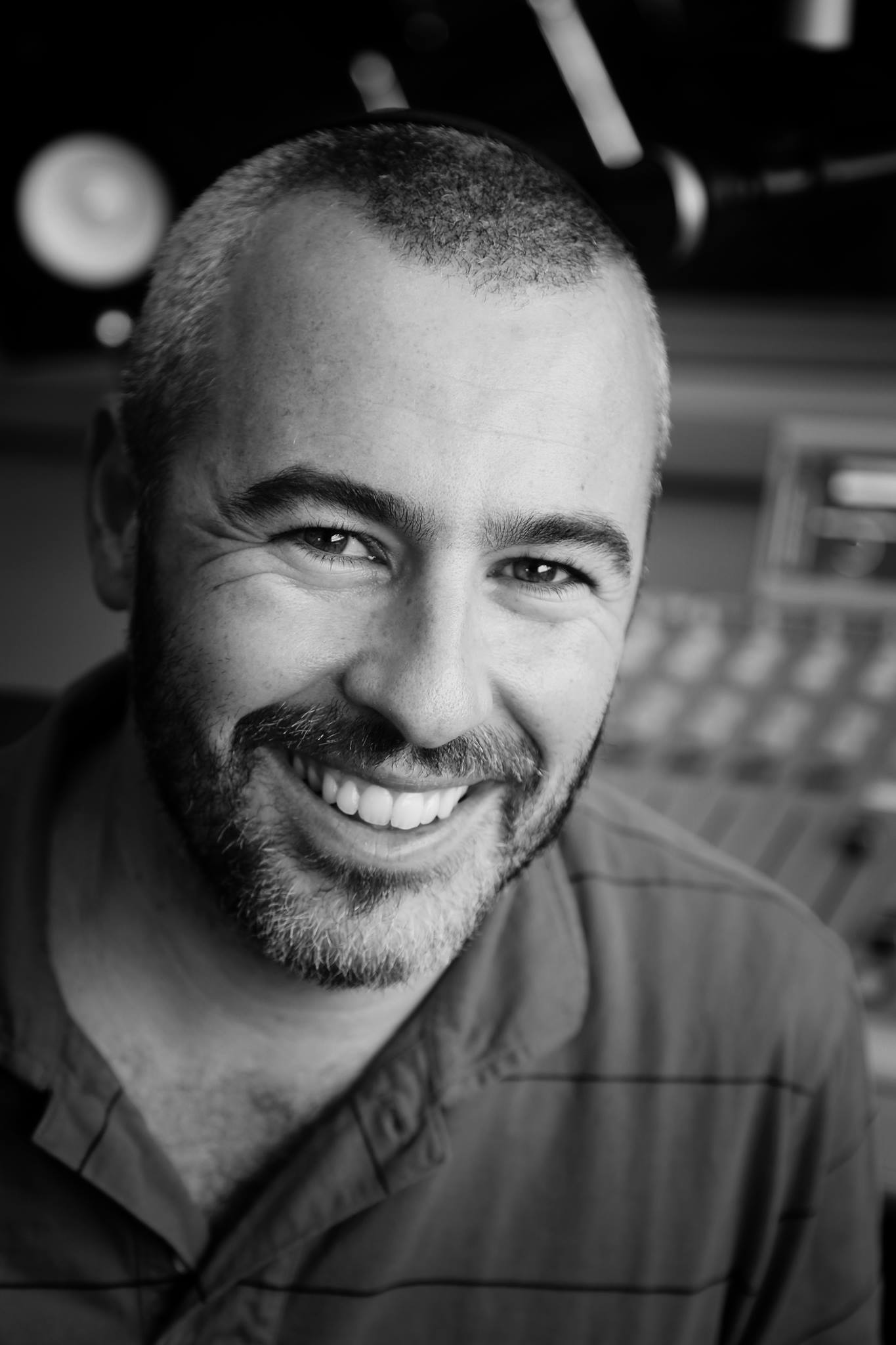
Yishai Fleisher, director de programes dArutz Sheva del 2003 al 2011

Israel National Radio és l'estació de ràdio per Internet en anglès d'Arutz Sheva, que opera a Beit El. Emet principalment a través d'Internet, s'emet simultàniament a emissores de ràdio als Estats Units, Canadà i Sud-àfrica. Afirma que els seus propòsits són difondre la paraula d'Israel als jueus i partidaris d'Israel al món de parla anglesa, així com als anglòfons que viuen a Israel i ser l'arquetípic "Llum per a les nacions". Durant els progrrames, la gent pot trucar a números internacionals gratuïts o xatejar amb altres oients. L'eslògan de l'emissora és "la xarxa de notícies independent més gran del Pròxim Orient".
Israel National Radio emet notícies a l'hora i podcasts en directe i pregravats. Aquests programes inclouen comentaris d'actualitat, tertúlies generals, música i programes de la Torà. Els podcasts de l'emissora inclouen Tamar Yonah, Yishai Fleisher, The Struggle (amb Yehuda HaKohen), Israel Beat (un programa musical), Walter's World (amb Walter Bingham), Land Minds (amb Dovid Wilner i Barnea Selavan), Temple Talk (amb Walter Bingham). presentat pel rabí Chaim Richman), A Light Unto The Nations, The Jay Shapiro Show, Torah Tidbits Audio (amb Phil Chernofsky) i The Aliyah Revolution (copresentat per Go'el Jasper i Daniel Esses).

### Premsa
B'Sheva és el tercer setmanari més llegit d'Israel, amb una taxa d'exposició del 6,8%, segons l'enquesta de TGI. El document es distribueix gratuïtament a més de 150.000 llars.

## Postura política
Arutz Sheva es veu com un contrapès al considerat " 'pensament negatiu' i actituds 'post-sionistes'". S'ha identificat amb el moviment d'assentaments israelians.